# José Félix Henriques Nogueira
José Félix  Henriques Nogueira, mais conhecido como Henriques Nogueira (Dois Portos, 15 de Janeiro de 1823 — Lisboa, 23 de Janeiro de 1858), foi um precursor do republicanismo e do socialismo em Portugal, teórico do iberismo e do federalismo dos Estados ibéricos. Federalista, foi adepto do associacionismo e do cooperativismo e defensor do municipalismo como forma de descentralização administrativa. Tem uma escola secundária com o seu nome em Torres Vedras.

## Biografia
Nasceu a 15 de Janeiro de 1823, no lugar de Buligueira, freguesia de Dois Portos, ao tempo parte do concelho da Ribaldeira, que ao ser extinto foi integrado no concelho de Torres Vedras. Filho de Félix Henriques Nogueira (1796-1830) e de Maria do Espírito Santo Henriques Nogueira (1796-1880), ele natural de Lisboa, freguesia de Santa Justa, e ela da Buligueira, Dois Portos. Contraíram matrimónio na Igreja de São Domingos de Lisboa em 1822 e cedo se fixaram em Dois Portos, onde nasceram os cinco filhos: José Félix, João Félix, dois filhos de nome Luís e Maria do Carmo.
Ficando orfão de pai com apenas 7 anos, passa a residir em Lisboa, no número 66 da Rua do Príncipe (actual Rua 1º de Dezembro, no Rossio), com o tio Luís Henriques Nogueira (1801-1865), negociante e comerciante, com a tia, Josefa Maria da Piedade, e com os primos, Maria, Gertrudes e Luís. Aos 12 anos, matricula-se em Gramática Latina, no estabelecimento do Rossio das Aulas Públicas Seculares e Regulares. Em 1836, a mãe casa-se com o cunhado, irmão de seu falecido marido, Domingos Henriques Nogueira (1802-1862), tendo com ele mais um filho, Augusto.
Em 1837 é "aprovado plenamente" em exames de Latinidade, no Liceu Central de Lisboa. Nos dois anos seguintes é também aprovado em Filosofia e Retórica. Em 1840 realiza o seu primeiro acto político junto do tio, do padrasto e de cerca de uma centena de munícipes, assinando uma Representação à Câmara de Deputados, protestando contra o projecto de extinção e desmembramento do concelho da Ribaldeira. Em 1842 assina os Estatutos da Irmandade do Santíssimo Sacramento, da freguesia de São Pedro de Dois Portos, juntamente com os tios e o irmão, João Félix, sendo os referidos estatutos aprovados na Secretaria de Estado dos Negócios do Reino, por Costa Cabral. Em 1844 publicou em "O Panorama", o seu primeiro artigo: "Ericeira".
Em Setembro de 1846 morre na Ericeira a sua irmã, Maria do Carmo, com 16 anos. Em 1847 morre em Janeiro o irmão Augusto, de 9 anos, e em Setembro o irmão José Félix, de 21, na Buligueira. Henriques Nogueira é o único sobrevivente de seis irmãos, sendo que dois irmãos de nome Luís, teriam falecido em 1825 e 1829, respectivamente, um recém-nascido, o outro com 19 meses.
Em Outubro de 1847 deixa a casa do tio e reside na Rua dos Galegos, 22, em Lisboa (actual Rua do Duque), posteriormente na Rua Augusta, 22. Matricula-se em Língua Grega e Língua Inglesa, posteriormente em Língua Alemã, não terminando nenhuma destas matrículas, desistindo das aulas. É nesta altura que começa a redigir algumas das suas obras e a expor os seus ideais, participando na redacção de vários periódicos, revistas, jornais e críticas literárias. Em Março de 1853 parte para uma viagem à Europa, nomeadamente Espanha, França, Inglaterra, Bélgica e Alemanha.
Nascido com meios de fortuna que lhe asseguravam uma existência independente, dedicou-se ao estudo e defesa das ideias que a revolução francesa de 1848 acendeu no seu espírito e que nunca renegou, pugnando por uma proposta ideológica alternativa ao liberalismo monárquico da época, num modelo político e social avançado para o seu tempo e, por isso, por muitos considerado fundador da moderna democracia portuguesa e um dos principais intelectuais portugueses do século XIX.
Henriques Nogueira, apesar da sua morte prematura, produziu uma obra muito significativa no processo ideológico português do século XIX. As suas obras mais importantes foram O Município no século XIX (1856) e Estudos sobre a Reforma em Portugal (1851). Teve colaboração em algumas publicações periódicas, nomeadamente no Archivo pittoresco (1857-1868), no jornal O Panorama (1837-1868), no Almanach Democrático, nos jornais O Progresso e O Scalabitano, na Revista Peninsular, etc. Idealizou uma República fundada no livre associativismo, no municipalismo e numa federação dos estados ibéricos. A sua obra Estudos sobre a Reforma em Portugal foram uma das bases ideológica do programa do Partido Republicano Português, tendo os seus escritos influenciado a legislação social da Primeira República Portuguesa.
Faleceu aos 35 anos, a 23 de Janeiro de 1858, em Lisboa, na Travessa da Boa-Hora ao Bairro Alto, número 8, vítima de hemoptise, derivada de tuberculose, solteiro e sem filhos. Foi sepultado em jazigo encomendado por sua mãe no Cemitério dos Prazeres. Seguiu-se noticiamento do facto em vários jornais da época e textos de homenagem à sua memória. Em Novembro de 1862 falece o tio-padrasto, aos 59 anos, em Janeiro de 1865, o tio Luís, aos 63 anos, e a mãe, Maria do Espírito Santo, apenas virá a falecer aos 83 anos, em Janeiro de 1880, na Buligueira.
Em Janeiro de 1881 foi criado o Centro Eleitoral Republicano Federal do Círculo 96, conhecido pelo Clube Henriques Nogueira, como forma de tentar unificar as diversas facções republicanas. Apesar de não existir certeza acerca da sua pertença à Maçonaria, preconizava a Fraternidade como princípio estrutural do seu pensamento político, social e moral: "É um direito que cada um tem de ser auxiliado e protegido (...) e um dever que a todos toca de prestar, quando lhes for possível".
Em 21 de Outubro de 1909, a Câmara Municipal de Lisboa, em sessão presidida por Anselmo Braamcamp Freire, aprova uma proposta do vereador Agostinho Fortes, que a rua entre os Paços do Conselho e o Ministério do Reino, se denomine "Rua Henriques Nogueira", mantendo-se até aos dias de hoje.
Pelos valores que preconizou e defendeu ao longo da sua vida, a 2 de Abril de 1987 a Escola Industrial e Comercial de Torres Vedras passa a chamar-se Escola Secundária Henriques Nogueira, na rua homónima em Torres Vedras, por decreto do Ministério da Educação (Portugal).

## Obras publicadas
- «Estudos sobre a Reforma em Portugal». , Typ. Social, Lisboa, 1851.
- Almanaque Democrático, Lisboa, 1852.
- O Município no século XIX, Lisboa, 1856.
- Nogueira, José Félix Henriques, Obra Completa (org. de A. Carlos Leal da Silva), 4 volumes, Imprensa Nacional — Casa da Moeda, Lisboa, 1976.